# بيدريجوير
بلدية بيدريجوير (بالإسبانية: Pedreguer)‏, هي بلدية تقع في مقاطعة اليكانتي. جنوب شرق إسبانيا. يبلغ عدد سكانها 7.097 نسمة.

## أعلام
- خوسيه لويس غايا

## وصلات خارجية
- (بالإسبانية)